# L'Île du Crâne
Ne doit pas être confondu avec Le Livre des crânes.
L'Île du Crâne (titre original : Groosham Grange) est un roman d'Anthony Horowitz, paru en 1988 en Angleterre et en 1991 en France. Il a remporté le Prix européen du roman pour enfant en 1993. C'est un roman fait d'humour noir dans une atmosphère lugubre et mystérieuse.

## Résumé
David Eliot est un enfant qui va bientôt avoir 13 ans. Il vient d’être renvoyé du collège Beton. En apprenant la nouvelle, son père (qui est très violent envers sa femme) entre dans une colère noire, contraignant David à aller se réfugier dans sa chambre. Le lendemain matin, un courrier atterrit dans la boîte aux lettres, proposant à David d’intégrer une nouvelle école, bizarrement décrite comme l’établissement parfait aux yeux de M. Eliot. En effet, l’école Groosham Grange dispense notamment des cours d’astronomie, de cuisine, et n’accorde qu’un jour de vacances par an.
David est alors envoyé dans ce nouveau collège où les parents n’ont le droit de pénétrer qu’à la demande des directeurs. Les parents des pensionnaires n’étant pas admis à Groosham Grange, David rejoint l’Île du Crâne en train. Dans le train il fait la connaissance de Jeffrey Joseph et de Jill Green qui sont dans la même situation que lui. Jill vient de fuguer de son ancien collège, et ses parents ont aussi reçu une lettre louant les mérites de l’école et la décrivant comme un collège chic pour jeunes filles. Jeffrey a été renvoyé, car il a été surpris en train de fumer derrière les vestiaires de cricket ; la lettre que ses parents ont reçue présente Groosham Grange comme le collège parfait pour leur fils, mais cette fois-ci il est présenté comme une sorte de camp d’entraînement militaire. Dans le train, un prêtre entre dans leur compartiment et quand les trois enfants lui disent qu’ils vont à Groosham Grange, l’homme fait une crise cardiaque. Sur le quai de la gare, Gregor, un bossu avec un seul œil, les attend pour les conduire au collège. Ils prennent un bateau pour rejoindre l’île. Le capitaine du bateau, M. Baindesang, les conduit à l’île à bord de son bateau. Sur l’île, David est reçu par M. Kilgraw et doit écrire son nom sur un livre où d’autres noms ont déjà été écrits. Malencontreusement, M. Kilgraw le blesse au pouce en lui donnant la plume, et il est contraint de signer avec son propre sang.
Ceci est pour David la première preuve que cette école est bizarre. Mais au cours des chapitres on découvre plusieurs mystères : les élèves de ce collège n’ont pas leur nom initial, mais un nom d’emprunt ; plusieurs professeurs semblent ne pas être humains : loup-garou, vampire, immortelle, fantôme… Chaque nuit des élèves se lèvent et disparaissent subitement d’une salle sans laisser aucune trace, le décor est lugubre et cette école semble enseigner de la magie noire.
Mais quel est le mystère qui plane sur Groosham Grange ?

## Personnages
- David Eliot : 12 ans, courageux et curieux, il est le 7e fils du 7e fils (fils de M. et Mme. Eliot), il est petit pour son âge, a des cheveux bruns, des yeux bleu-vert et des taches de rousseur.
- Edward et Eileen Eliot :

Parents de David Eliot, mariés depuis 29 ans.
Edward Eliot est un banquier dans la City de Londres, petit, gras, la moustache hérissée, une verrue à la nuque, il se déplace en fauteuil roulant. Il est violent, cela vient sûrement de l'éducation que lui a donnée son père, qui par exemple le punissait s'il n'était pas le premier de la classe. Il fait très souvent mal à sa femme sans s'en rendre compte.
Eileen Eliot est très mince et dépasse d'une tête son mari.
- Jill : Amie de David, elle a une tête ronde de garçonnet. Elle a des cheveux courts et bruns. Elle est la 7e fille d'une 7e fille. Elle va à Groosham Grange pour apprendre les bonnes manières.
- Jeffrey : Ami de David, il bégaie et il  est gros. Il est le 7e fils d'un 7e fils.
- M. Fitch, M. Teagle : Directeurs de Groosham Grange, un corps pour deux têtes, une expérience qui aurait mal tourné...
- John Kilgraw : Directeur adjoint, il est en réalité un vampire. Il est également prof de latin.
- Mlle Pedicure : Professeur à Groosham Grange. Elle est éternelle ; c'est une momie.
- M. Creer  : Professeur de religion à Groosham Grange. C'est un fantôme.
- Mme Windergast : Intendante du collège. Elle est en réalité une sorcière.
- M. Leloup : Professeur de français à Groosham Grange. Il est en réalité un loup-garou.
- Capitaine Baindesang : Marin (capitaine). C'est lui qui transporte David, Jill et Jeffrey à bord de son bateau pour rejoindre l'île du Crâne.
- Gregor : Bossu avec un seul œil. Il est l'homme à tout faire de Groosham Grange. Il est né comme ça.
- M. Troloin : inspecteur du ministère de l'éducation, il inspecte Groosham Grange.
- M. Tobago ou Horace Tobago : commerçant dans un magasin de farce et attrape, conduit une Ford Cortina rouge. Il conduit David à sa destination lorsqu'il fugue. David faisait de l'auto-stop à Norfolk.

## Suite
L'île du Crâne a une suite : Maudit Graal, publié en 1997, qui raconte la suite des aventures de David Eliot.

## Source d'inspiration de J.K. Rowling?
Ce roman présente des similitudes avec la célèbre saga Harry Potter, notamment le voyage en train et les professeurs de l'école de magie. J.K. Rowling a d'ailleurs reconnu apprécier les romans d'Anthony Horowitz.[réf. nécessaire]